# إليزابيث من كارينثيا، ملكة ألمانيا
إليزابيث من كارينثيا (معروفة أيضا إليزابيث من تيرول؛ ح.1262 - 28 أكتوبر 1312)؛ كانت دوقة النمسا منذ 1282 وملكة ألمانيا من 1298 حتى 1308 من خلال زواجها من ألبرخت الأول.
ولدت في ميونخ، بافاريا هي الابنة الكبرى لـ مينهارد، دوق كارينثيا وإليزابيث من بافاريا.

## الأبناء
انجبت إليزابيث لألبرخت:-
1. رودولف الأول ملك بوهيميا «رودولف الثالث» (ح.1282 - 4 يوليو 1307)؛ متزوج، ليس لديه أبناء.
2. فريدرخ الأول (1289 - 13 يناير 1330)؛ متزوج، ليس لديه أبناء.
3. ليوبولد الأول (4 أغسطس 1290 - 28 فبراير 1326)؛ لديه ابنتين.
4. ألبرخت الثاني (12 ديسمبر 1298 - 20 يوليو 1258)؛ الذرية استمرت من خلاله.
5. هاينرخ اللطيف (1299 - 3 فبراير 1327).
6. مينهارد؛ ولد في 1300؛ توفي صغيراً.
7. أوتو (23 يوليو 1301 - 26 فبراير 1339).
8. آنا (1280 - 19 مارس 1327)؛ تزوجت أولا من هيرمان من براندنبورغ؛ ثم من هاينريش السادس الطيب، دوق فروتسواف.
9. أغنيس (18 مايو 1281 - 10 يونيو 1364)؛ تزوجت من أندراس الثالث ملك المجر.
10. إليزابيث (توفيت. 19 مايو 1353)؛ تزوجت من فريدريك الرابع، دوق لورين؛ لديهم ذرية.
11. كاثرين (1295 - 18 يناير 1323)؛ تزوجت من كارلو دوق كالابريا.
12. جوتا (توفيت.1329)؛ تزوجت من لودفيغ السادس من أوتينغن.